# Protaetia nigropurpurea
Protaetia nigropurpurea är en skalbaggsart som beskrevs av Yawata 1941. Protaetia nigropurpurea ingår i släktet Protaetia och familjen Cetoniidae. Inga underarter finns listade i Catalogue of Life.